# Rüschegg
Rüschegg (berndeutsch [ryˈʃek]) ist eine Einwohnergemeinde im Schweizer Kanton Bern. Sie gehört zum 2010 gebildeten Verwaltungskreis Bern-Mittelland. Da die Einwohnergemeinde auch die burgerlichen Aufgaben wahrnimmt, ist sie als gemischte Gemeinde organisiert.

## Wappen
| Wappen von | Blasonierung: «In Gold eine aus dem linken Obereck wachsende schwarze Löwentatze, eine schrägrechtsgestellte grüne Tanne mit rotem Stamme haltend.»                                                                           |
| Wappen von | Wappenbegründung: Die Löwentatze verweist auf das Wappen des Amtsbezirkes Schwarzenburg, die Tanne symbolisiert den Waldreichtum von Rüschegg. 1941 wurde das Gemeindewappen geschaffen und 1945 vom Regierungsrat anerkannt. |

## Geographie
Das nördlichste, gleichzeitig am tiefsten gelegene Drittel der Gemeinde umfasst zahlreiche Gehöfte in Streusiedlung sowie die vier Orte Gambach, Hirschhorn, Heubach und Rüschegg-Graben. Sie liegen um den Rüschegg-Hügel, auf dem die gemeinsame Kirche steht (937 m ü. M.). Der ständig bewohnte Gemeindeteil wird durch zahlreiche Bäche entwässert, darunter den Gambach, den Heubach, den Wyssbach und das Schwarzwasser. Der tiefste Punkt liegt bei 714 m ü. M.
Südlich schliesst sich der Hügelzug der Egg (Pfyffe 1666 m ü. M.), Schüpfenfluh (1720 m ü. M.) und des Selibühls (1750 m ü. M.) an. Dieses Gebiet besitzt keine ständig bewohnten Siedlungen.
Die südliche Gemeindegrenze bilden die drei Berner Voralpenberge Gantrisch (2176 m ü. M.), Bürgle (2165 m ü. M.) und Ochse (2188 m ü. M.). Hier entspringt einer der Quellflüsse der Sense, die Kalte Sense. Einzige ganzjährig bewohnte Siedlung in diesem Gemeindeteil ist das Kurhaus Schwefelberg-Bad.
Die Nachbargemeinden von Westen beginnend im Uhrzeigersinn sind Guggisberg, Schwarzenburg, Rüeggisberg,  Riggisberg, Därstetten und Oberwil im Simmental.

### Geologie
Das Gebiet um den Rüschegg-Hügel besteht aus sandsteinreicher Molasse des Tertiärs. Die Molasse geht teilweise in Nagelfluh über. Höhere Lagen bestehen auch aus Moränenmaterial. Tektonisch zählt das Gebiet zur flachliegenden, subalpinen Molasse des Molassebeckens.
Der südlich anschliessende Hügelzug von Egg, Schüpfenfluh und Selibühl besteht aus sandsteinreichem Flysch. Es handelt sich um Sedimente der Kreidezeit. Tektonisch wird dieser Teil zur so genannten Gurnigel-Decke gezählt.
Die Gantrischkette besteht aus Kalkstein, der mit Mergeln und Mergelschiefern durchsetzt ist. Dieser Teil von Rüschegg ist der erdgeschichtlich älteste und gehört dem Jura und der Kreide an. Tektonisch gehört die Gantrischkette zu den mittleren Penninischen Decken.

### Böden
Geomorphologisch gesehen sind grosse Teile der Gemeinde fluviale Hangflächen. Diese sind durch die letzte Vergletscherung der Würmeiszeit geprägt. Die Gantrischkette ist verkarstet. Es kommen grössere Rutschungen und Sackungen vor.
Die Böden bestehen aus Braunerde, modrighumosem Gley und Regosol. Diese Böden sind von mässiger bis sehr schlechter landwirtschaftlicher Eignung. Die Gantrischkette ist felsiger, unproduktiver Boden.
Demzufolge bietet diese Gegend der westlichen Voralpen wenig Ackerflächen, dafür viel Grünland, ausgedehnte Wälder (40 % der Gemeindefläche), Strauch- und Krautvegetation sowie alpine Rasen. Der Nadelholzanteil der Wälder liegt zwischen 60 % und 80 %, vorwiegend ist die Fichte.

### Schutzgebiete
Ein Findling am Wyssbach sowie das Gantrischseeli stehen unter Naturschutz.
Das Schwarzwasser von Heubach bis zur Sackau wurde in das Bundesinventar der Auengebiete von nationaler Bedeutung aufgenommen. Die totale Fläche dieses Auengebietes beträgt 107 Hektar (Anteil Gemeinde Rüschegg ca. 25 %). Nicht ganz deckungsgleich besteht ein kantonales Waldreservat Teuffengraben/Sackau von total 75 Hektar. Das Waldgebiet Süftene wurde nach dem Orkan Lothar (1999) zerstört belassen und unter Schutz gestellt.
In das Bundesinventar der Flachmoore von nationaler Bedeutung wurden vierzehn Flachmoore in Rüschegg mit einer Gesamtfläche von rund 460 Hektar aufgenommen. Ausserdem sind rund 30 Hektar Hochmoor durch im Bundesinventar der Hoch- und Übergangsmoore von nationaler Bedeutung inventarisiert. Das gesamte nationale Schutzgebiet Moorlandschaft Gurnigel/Gantrisch umfasst rund 4500 Hektar.
Das Gurnigel- und Gantrischgebiet ist im Bundesinventar der Wasser- und Zugvogelreservate von internationaler und nationaler Bedeutung als Vogelschutzgebiet von internationaler Bedeutung ausgeschieden.

## Bevölkerung
| Jahr | Einwohner | Jahr | Einwohner |
| ---- | --------- | ---- | --------- |
| 1860 | 2263      | 1950 | 1872      |
| 1870 | 2354      | 1960 | 1628      |
| 1880 | 2340      | 1970 | 1346      |
| 1888 | 2399      | 1980 | 1274      |
| 1900 | 2318      | 1990 | 1465      |
| 1910 | 2400      | 2000 | 1628      |
| 1920 | 2364      | 2010 | 1656      |
| 1930 | 2104      | 2022 | 1706      |
| 1941 | 2062      | 2023 | 1730      |

Von den in Rüschegg heimatberechtigten Personen wohnten im Jahr 1888 noch 37 % (nämlich 1664), hingegen 1950 nur noch 10 % (nämlich 1022) in der Gemeinde selbst. Die starke Bevölkerungsabnahme von fast 50 % zwischen 1910 und Mitte der 1970er-Jahre veranlasste die Gemeinde, verstärkt in Gebäudesanierungen zu investieren. Bundes- und Kantonsbeiträge im Rahmen eines Wohnungssanierungsprogramms für Berggebiete brachten  Unterstützung. Seither wuchs die Bevölkerungszahl der Gemeinde wieder um etwa 30 %. Durch den Zuzug von Pendlern ist namentlich Heubach stark gewachsen.

### Sprachen
Die Einwohner sind zu 97 % (2000) deutschsprachig. Die Alteingesessenen verwenden im täglichen Gebrauch eine Variante des Berndeutschen, die sehr eng mit dem benachbarten Guggisberger Dialekt verwandt ist.

### Religionen und Konfessionen

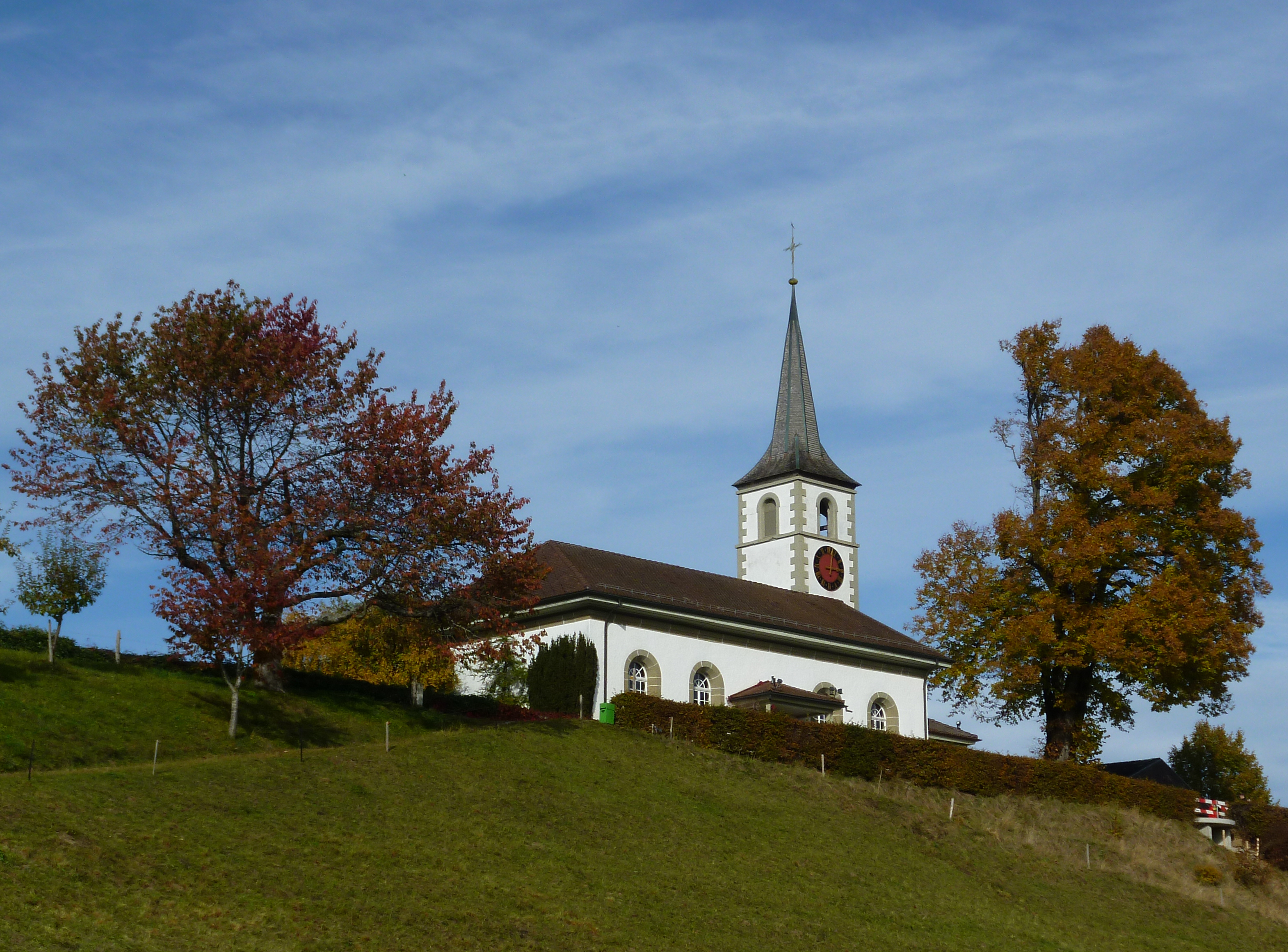
Kirche Rüschegg vom Pfarrhaus aus

84 % (2000) der Einwohner sind evangelisch-reformiert. Rüschegg gehörte wohl seit der Reformation zur Kirchgemeinde Guggisberg. Bereits 1744 wurde ein Filialfriedhof in Hirschhorn bewilligt. 1809 wurde eine Pfarrhelferei errichtet und 1812/13 durch den Architekten Johann Daniel Osterrieth die Kirche an prominenter Stelle auf dem Rüschegg-Hügel erbaut. Mit der politischen Trennung von Guggisberg 1860 ging auch die kirchliche Ablösung einher. Die Kirche erhielt 1869 eine Orgel, 1898 einen Kirchturm als Ersatz für den Dachreiter und wurde 1957 bis 1960 renoviert.
Weitere je 6 % (2000) sind römisch-katholisch oder ohne Konfession.

## Politik
Rüschegg ist als gemischte Gemeinde organisiert, das heisst die Burgergemeinde ist mit der Einwohnergemeinde vereinigt. Die Gemeindeversammlung ist oberstes Organ und wird zweimal jährlich einberufen. Sie wählt an der den Verhältniswahlen folgenden Gemeindeversammlung aus den 7 Mitgliedern des Gemeinderates den Gemeindepräsidenten sowie aus den gewählten Mitgliedern der Geschäfts- und Rechnungsprüfungskommission den Versammlungsleiter. Seit dem 1. Januar 2017 sind Markus Hirschi als Gemeindepräsident und Walter Hertig als Versammlungsleiter gewählt.
| Stimmenanteile bei den Nationalratswahlen | Stimmenanteile bei den Nationalratswahlen | Stimmenanteile bei den Nationalratswahlen | Stimmenanteile bei den Nationalratswahlen | Stimmenanteile bei den Nationalratswahlen | Stimmenanteile bei den Nationalratswahlen | Stimmenanteile bei den Nationalratswahlen |
| Partei                                    | 2003                                      | 2007                                      | 2011                                      | 2015                                      | 2019                                      | 2023                                      |
| ----------------------------------------- | ----------------------------------------- | ----------------------------------------- | ----------------------------------------- | ----------------------------------------- | ----------------------------------------- | ----------------------------------------- |
| SVP                                       | 40 %                                      | 47 %                                      | 44 %                                      | 49,1 %                                    | 47,5 %                                    | 47,0 %                                    |
| CVP/Mitte                                 | –                                         | –                                         | –                                         | 2,7 %                                     | 0,8 %                                     | 13,4 %                                    |
| SP                                        | 20 %                                      | 14 %                                      | 14 %                                      | 13,0 %                                    | 9,4 %                                     | 9,7 %                                     |
| Grüne                                     | 11 %                                      | 11 %                                      | 8 %                                       | 6,5 %                                     | 7,5 %                                     | 7,5 %                                     |
| FDP                                       | 9 %                                       | 11 %                                      | 6 %                                       | 5,0 %                                     | 5,2 %                                     | 6,4 %                                     |
| EDU/SD                                    | 14 %                                      | 7 %                                       | 4 %                                       | 3,4 %                                     | 3,4 %                                     | 4,1 %                                     |
| BDP                                       | –                                         | –                                         | 13 %                                      | 11,1 %                                    | 13,9 %                                    | –                                         |

Der Gemeinderat setzt sich aus 3 FDP-, 2 SVP- und 2 unabhängigen Mitgliedern (zusammengefasst unter Uue – unabhängig und engagiert) zusammen (Stand 2024).
Das Stimmverhalten bei kantonalen und eidgenössischen Vorlagen ist gegenwärtig um einige Prozentpunkte liberaler als in der Nachbargemeinde Guggisberg, ist jedoch gesamthaft gesehen typisch für eine bernische Landgemeinde. Die Stimmbeteiligung bei den Nationalratswahlen betrug 2007 39 %, 2011 44 %, 2015 50,4 %, 2019 49,7 % und 2023 45,6 %.
Sitz der Gemeindeverwaltung ist Hirschhorn.

## Wirtschaft
Die Gemeinde ist überdurchschnittlich vom Ackerbau und der Viehwirtschaft geprägt, auch wenn der Strukturwandel seit den 1980er-Jahren unübersehbar ist. Rüschegg hat keine Industrie. Einige Gewerbebetriebe der Baubranche (Holzverarbeitung) sind ansässig. Das im 19. Jahrhundert noch weit verbreitete Korbflechter- und Hausiererwesen (im Jahr 1900 hatten knapp 300 Rüschegger entsprechende kantonale Bewilligungen), verschwand in der zweiten Hälfte des 20. Jahrhunderts völlig.
In Heubach befinden sich eine Filiale von Coop (Schweiz) sowie eine Arztpraxis und ein Altersheim.
Rüschegg erhält seit 1953 jährlich Zuwendungen aus dem kantonalen Finanzausgleich. 1964 betrug die Steuerkraft pro Kopf nur 28 % des kantonalen Durchschnitts, 1978 war sie immerhin auf knapp 50 % gestiegen. Der Anteil der juristischen Personen am Ertrag der direkten Bundessteuer beträgt nur 4 % (1997/98). Zum Vergleich: im Kanton Bern liegt der Wert bei 23 %.

### Tourismus
Südlich von Heubach liegen die Feriensiedlungen Eywald (mit öffentlichem Schwimmbad und Tennisplatz) und Gustern. Im Gantrischgebiet befindet sich das Kurhaus Schwefelberg-Bad. Das Grandhotel Gurnigelbad in der Nachbargemeinde Riggisberg war bis zum Zweiten Weltkrieg als Arbeitgeber wichtig.
Der Sommertourismus beschränkt sich meist auf Tagesausflügler, die aus der Agglomeration Bern zum Wandern anreisen. In Heubach bestand seit 1963 die erste Trockensprungschanze der Schweiz (zu Beginn der 1980er-Jahre abgebrochen) und in Rüschegg-Graben eine Minigolfanlage. Im Winter werden bei genügend Schnee im Eywald, im Selital und beim Kurhaus Schwefelberg-Bad Skilifte betrieben sowie Langlaufloipen markiert. Im Weiler Längeneybad wurde von 2004 bis 2021, in der Regel jährlich und jeweils von April bis Oktober, der Seilpark Gantrisch betrieben. Er bot sieben Parcours verschiedener Schwierigkeitsgrade mit Plattformen auf bis zu 36 m Höhe an.
Rüschegg ist seit 1974 Mitglied in der Planungsregion Schwarzwasser, die inzwischen in der Planungsregion Gantrisch aufgegangen ist. Diese fördert bewusst den sanften Tourismus in diesem Naherholungsgebiet Berns. Konflikte gab es mit der Schweizer Armee, die im Selibühlgebiet einen Panzerschiessplatz betreibt.

### Verkehr
Eine Postautolinie vom Bahnhof Schwarzenburg BE nach Riggisberg erschliesst seit 1928 die vier Orte um den Rüschegg-Hügel. Die Poststelle wird seit Frühling 2017 als Postagentur in der Coop-Filiale im Heubach geführt.
1913 machte sich Rüschegg sogar Hoffnung auf eine eigene Bahnstation im Rahmen des Projektes einer Eisenbahnlinie von Thun nach Freiburg. Die Gemeinde beteiligte sich an den Planungskosten, doch wurde das Projekt nicht verwirklicht.

## Geschichte
Rüschegg bedeutet «mit Binsen bestandene Egg», von mittelhochdeutsch rusch(e) bzw. schweizerdeutsch Rüüsch «Binse, Sumpfpflanze» und eck, egg «spitze Kante, Bergrücken». Eine der frühesten Erwähnungen findet sich in einem Kartular des Klosters Rüeggisberg um 1420: apud Ruesseg. Auf einer Karte taucht Rüschegg erstmals 1577/78 bei Thomas Schoepf auf, und zwar als Rüscheck pagus.
Mit Guggisberg bildete Rüschegg den oberen Teil der Gemeinen Herrschaft Grasburg. Innerhalb Guggisbergs war das bewohnte Gebiet um den Rüschegg-Hügel als Schluchtteil bekannt. Dieses verhältnismässig abgelegene Gebiet war Allmendland der Gemeinen Herrschaft und wurde von Bettlern und Landstreichern bewohnt. Die Bettler konnten ihr Vieh auf der Allmend weiden lassen (Bettelordnung von 1676). 1803 kam die Gemeine Herrschaft Grasburg zu Bern und wurde Oberamt (ab 1831 Amtsbezirk) Schwarzenburg genannt.
Mit den Hungerjahren 1816/17 und 1846/47 sowie ungünstigen klimatischen Verhältnissen Ende der 1830er-Jahre verarmte die Gemeinde Guggisberg restlos. Sie war die ärmste Gemeinde im ganzen Kanton Bern. Die Berner Regierung entsandte regelmässig Armenkommissäre. Um die Arbeitslast der überforderten Gemeindeverwaltung zu reduzieren, wurde 1860 die Gemeinde Guggisberg geteilt und aus dem Schluchtteil die Gemeinde Rüschegg gebildet.
Rüschegg blieb auch weiterhin nicht von Unheil verschont: 1892 brannte der Ort Hirschhorn ab, 1931 rutschte ein 65 Hektar grosses Gebiet nach starken Regenfällen ab, 1936 trat der Heubach dreimal kurz nacheinander über die Ufer, und das Schwarzwasser riss eine Brücke mit sich.

## Kultur

### Schulen
Bei der Gemeindeteilung 1860 bestanden je eine Schule in Hirschhorn, Bundsacker (Ortsteil von Heubach) und bei der Kirche Rüschegg. Weitere Schulhäuser entstanden 1881 in Rüschegg-Graben und Äugsten sowie 1893 in Gambach.
Heute existieren die Primarschulen Hirschhorn (mit Turnhalle) und Bundsacker (seit 1976 mit Kindergarten). Seit 1997 gibt es für die ganze Gemeinde eine zentrale Realschule im Bundsacker. Die Sekundarschule wird in Schwarzenburg besucht.

### Rüschegg-Lied
Der langjährige Lehrer Fritz Stoll komponierte das Rüschegg-Lied, das mit oder ohne Jodel gesungen werden kann. Hier die erste Strophe:

«Am Fuess vo üsne Bärge und ob em fyschtre Wald,

ligt üsersch Rüscheggländli, wo’s mir am beschte gfallt.

Vo üsem schöne Chilchli gseh mir dürs Land dürus.

Vom Unterland da grüesst is mengs schöns u stattlechs Huus.»

### Brauchtum
Jeweils im September findet in Riffenmatt (Gemeinde Guggisberg) der Brauch des Schafscheids statt, bei dem die gemeinsam auf den Alpweiden gesömmerten Tiere wieder an ihre Besitzer zurückgegeben werden. Der 1662 erstmals erwähnte Brauch wird mehr und mehr durch einen Jahrmarkt abgelöst. Der Tag des Schafscheids ist auch in Rüschegg ein lokaler Feiertag und schulfrei.

## Persönlichkeiten
- Ulrich Dürrenmatt (1849–1908), von Guggisberg, Redaktor, 1868/69 Lehrer in Hirschhorn
- Johann Ulrich Hubschmied (1881–1966), Romanist, Germanist, Ortsnamenforscher
- Robert Kohli (1896–1977), Diplomat
- Franz Gertsch (1930–2022), Kunstmaler, Ehrenbürger von Rüschegg seit 2006
- Egon Ammann (1941–2017), Verleger
- Dodo Hug (* 1950), Sängerin und Musikantin
- Erwin Beyeler (* 1952), früherer Bundesanwalt
- Theo Schmid (* 1953), Schauspieler, Autor, Regisseur, Musiker, Imker
- Stefan Riesen (* 1973), Triathlet